# Đặng Thị Kiều Trinh
Đặng Thị Kiều Trinh (sinh ngày 19 tháng 12 năm 1985) là một nữ cầu thủ bóng đá Việt Nam. Cô hiện đang giữ vai trò là thủ môn chính của câu lạc bộ bóng đá Thành phố Hồ Chí Minh và từng là thủ môn của đội tuyển bóng đá nữ Việt Nam.

## Tiểu sử
Đặng Thị Kiều Trinh sinh ra và lớn lên tại huyện Sa Đéc, tỉnh Đồng Tháp. Năm 15 tuổi, cô lên Sài Gòn để tham gia thi tuyển vào đội bóng đá nữ thành phố Hồ Chí Minh và gắn bó với câu lạc bộ từ 2001 tới nay. Cô cùng CLB thành phố Hồ Chí Minh vô địch quốc gia các năm 2004, 2005, 2010, 2015, 2016 và 2017.
Cô bắt đầu thi đấu cho đội tuyển Việt Nam từ năm 2004. Cô là một trong những nhân tố chính giúp Việt Nam giành 2 huy chương vàng tại SEA Games vào các năm 2005 và 2009 cũng như chức vô địch Đông Nam Á vào năm 2012.

## Thành tích

### Câu lạc bộ
- Giải vô địch quốc gia: 
  - Vô địch: 2004, 2005, 2010, 2015, 2016, 2017
  - Á quân: 2013
- Đại hội thể dục thể thao toàn quốc:
  - Huy chương vàng: 2002

### Đội tuyển quốc gia
- SEA Games: 
  - Huy chương vàng: 2005, 2009, 2017
  - Huy chương bạc: 2007, 2013
- Đông Nam Á: 
  - Vô địch: 2006, 2012
  - Á quân: 2008
- Asiad Games
  - Hạng tư: 2014
- Olympic Rio
  - Vào vòng loại cuối: 2016

### Cá nhân
- Thủ môn xuất sắc nhất Giải bóng đá nữ vô địch quốc gia: 2010, 2011, 2013, 2015, 2016, 2017
- Quả bóng vàng Việt Nam: 2011, 2012,2017
- Quả bóng bạc Việt Nam: 2009, 2010, 2014
- Quả bóng đồng Việt Nam: 2016
- Cầu thủ nữ xuất sắc nhất Đông Nam Á 2012 của AFF.